# Artem Novikov
Artem Eduardovich Novikov (en ruso: Артём Эдуардович Новиков; Frunze, 13 de enero de 1987) es el Primer Viceprimer Ministro de Kirguistán. El 14 de noviembre de 2020 se convirtió en Primer Ministro interino de Kirguistán, ya que los poderes oficiales de Sadyr Zhaparov en el cargo fueron suspendidos a la espera de los resultados de las elecciones presidenciales de enero de 2021.

## Biografía
Nació el 13 de enero de 1987 en la ciudad de Frunze, capital de la entonces República Socialista Soviética de Kirguistán. En 2007 se graduó en economía en el Instituto Mecánico de Leningrado.
Desde 2007 hasta 2008 fue intérprete de políticas de inversión en el Ministerio de Desarrollo Económico y Comercio, y desde 2008 hasta 2009 fue director de Políticas de Inversión del Ministerio de Desarrollo Económico. Durante 2009 también se desempeñó como especialista en el Departamento de Análisis de Impacto Normativo de la Oficina del Gobierno de Kirguistán;
Entre 2011 y 2015 fue asesor de los primeros ministros Omurbek Babanov, Dzhoomart Otorbáyev y Temir Sariyev.
En mayo de 2017, fue nombrado jefe del Departamento de Análisis Económico y Financiero y Seguimiento del Desarrollo en la Oficina del Presidente de la República Kirguisa.
De 2017 a 2018, fue Ministro de Economía de Kirguistán bajo Sooronbay Jeenbekov.
En enero de 2020, fue nombrado asesor del primer ministro Muhammetkaliy Abulgaziyev.
El 14 de octubre de 2020, se convirtió en el primer vice primer ministro de Kirguistán. Tras la suspensión del cargo del primer ministro kirguís, Sadyr Zhaparov, el 14 de noviembre de 2020, en relación con su participación en las elecciones presidenciales anticipadas de Kirguistán, programadas para el 10 de enero de 2021, Novikov se convirtió en primer ministro interino de Kirguistán. Desempeñó el cargo hasta el 3 de febrero, cuando Ulukbek Maripov asumió como primer ministro constitucional.
Es un ruso étnico, el quinto ruso étnico en ser Primer Ministro de Kirguistán. En febrero de 2018, el gobierno asignó 36.000 soms para un curso de tres meses en idioma kirguís para Novikov. El propio Novikov declaró que debido a que el ruso es un idioma oficial del Estado, no tenía ninguna razón para estudiar kirguís con anterioridad.